# Rent (film)
Pour les articles homonymes, voir Rent.
Pour plus de détails, voir Fiche technique et Distribution.
Rent est un film musical américain réalisé par Chris Columbus et sorti en 2005. Il s'agit de l'adaptation cinématographique de la comédie musicale du même nom, elle-même basée sur l'opéra La Bohème de Giacomo Puccini.

## Synopsis
Installé dans un quartier délabré d'East New York, un groupe de bohémiens s'acharnent pour survivre et réussir à payer leur loyer. Mesurant leur vie en sentiments amoureux, ces artistes crevant de faim cherchent le succès et l'intégration tout en affrontant les obstacles de cette vie misérable, que sont la pauvreté, la maladie et le sida.

## Fiche technique
Sauf indication contraire, les informations mentionnées dans cette section peuvent être confirmées par la base de données cinématographiques IMDb,  présente dans la section « Liens externes ».
- Titre original et français : Rent
- Réalisation : Chris Columbus
- Scénario : Chris Columbus et Stephen Chbosky, d'après la comédie musicale Rent de Jonathan Larson
- Direction artistique : Keith P. Cunningham et Nanci Noblett
- Décors : Howard Cummings
- Costumes : Aggie Guerard Rodgers
- Photographie : Stephen Goldblatt
- Montage : Richard Pearson
- Musique : Rob Cavallo, Doug McKean, Jamie Muhoberac et Tim Pierce
- Production : Robert De Niro, Chris Columbus, Michael Barnathan, Mark Radcliffe et Jane Rosenthal

Producteurs associés : Paula DuPré Pesmen et Geoffrey Hansen
Producteurs délégués : Allan S. Gordon, Kevin McCollum, Lata Ryan et Jeffrey Seller
- Sociétés de production : Tribeca Productions, 1492 Pictures et Revolution Studios
- Distribution : Columbia Pictures (États-Unis), Gaumont Columbia Tristar Films (France)
- Budget : 40 000 000 $[2]
- Pays de production :  États-Unis
- Langue originale : anglais
- Format : couleur - 2.35:1 - 35mm / son : DTS - Dolby Digital - SDDS
- Genre : drame, musical
- Durée : 135 minutes
- Dates de sortie[3] :
  - États-Unis : 23 novembre 2005
  - France, Suisse romande : 12 avril 2006
  - Belgique : 19 avril 2006

## Distribution
- Anthony Rapp (VF : Guillaume Lebon ; VQ : Benoit Éthier) : Mark Cohen
- Adam Pascal (VF :  Maurice Decoster ; VQ : Paul Sarrasin) : Roger Davis
- Rosario Dawson (VF : Annie Milon ; VQ : Camille Cyr-Desmarais) : Mimi Marquez
- Jesse L. Martin (VF : Frantz Confiac ; VQ : Thiéry Dubé) : Thomas B. « Tom » Collins
- Wilson Jermaine Heredia (V.F. : Vincent de Bouard ; VQ : Gilbert Lachance) : Angel Schunard
- Idina Menzel (VF : Céline Monsarrat ; VQ : Catherine Hamann) : Maureen Johnson
- Tracie Thoms (VF : Laëtitia Lefebvre ; VQ : Éveline Gélinas) : Joanne Jefferson
- Taye Diggs (VF : Lucien Jean-Baptiste ; VQ : Patrice Dubois) : Benjamin « Benny » Coffin III
- Mackenzie Firgens : April
- Daniel London : Paul
- Aaron Lohr : Steve
- Wayne Wilcox : Gordon
- Bianca Sams : Ali
- Heather Barberie : Pam
- Liisa Cohen : Sue
- Chris Columbus (VF : Maurice Decoster) : le conducteur furieux (caméo non-crédité)

Source et légende : Version française (V.F.) sur RS Doublage et Version québécoise (V.Q.) sur Doublage Québec.

## Production
« J'ai vécu à New York pendant dix-sept ans dans les années 80, l'époque où se déroule Rent. J'ai habité dans un loft, j'ai connu beaucoup des expériences que traversent les personnages. Nous étions très pauvres et avons vécu sur la 26e rue à Manhattan pendant trois ans. Je sais très exactement ce que traversent Mark et Roger pour l'avoir moi-même vécu. C'était pour moi l'occasion de revenir à une époque très importante de ma vie avec l'expérience que j'ai maintenant. »

### Genèse et développement
La comédie musicale Rent est à l'origine de l'adaptation cinématographique du même nom. Elle est basée sur l'opéra de Giacomo Puccini, La Bohème. La comédie musicale a été écrite par Jonathan Larson, qui est malheureusement décédé en 1996, quelques jours avant la première représentation. L'actrice Idina Menzel raconte : « La mort de Jonathan a créé un lien très fort entre nous. Nous nous sommes tous engagés dans une mission pour défendre son histoire et sa musique. Cela nous a empêchés d'être égoïstes, de nous soucier de choses plus personnelles comme notre carrière. C'était lui qui comptait ; ce qui était important, c'était de faire entendre ce qu'il avait à dire ».
Spike Lee a été un temps pressenti pour le poste de réalisateur. Alors que Sam Mendes, Rob Marshall et Baz Luhrmann  auraient convoité le poste, c'est finalement Chris Columbus qui l'obtient. Ce dernier, via sa société 1492 Pictures, tentait d'obtenir depuis plusieurs années les droits de la comédie musicale, qui étaient détenus par Jane Rosenthal et Robert De Niro et leur société Tribeca Productions. Les deux sociétés collaborent finalement à la production du film, avec l'aide de Revolution Studios.

### Attribution des rôles
Taye Diggs, Wilson Jermaine Heredia, Jesse L. Martin, Idina Menzel, Adam Pascal et Anthony Rapp reprennent les rôles qu'ils tenaient dans la comédie musicale.

### Tournage
Le tournage a eu lieu du 14 mars 2005 au 27 juin 2005, notamment en Californie (Treasure Island, Alameda, Woodside, studios Warner Bros. de Burbank, Oakland), à New York (Manhattan, East Village, pont de Williamsburg), ainsi qu'au Nouveau-Mexique (Albuquerque, Santa Fe),.

### Musique
Rent: Original Motion Picture Soundtrack est l'album de la bande originale, sorti le 27 septembre 2005. Le réalisateur Chris Columbus préférait un son plus rock que le style de la comédie musicale originale. Rob Cavallo a donc travaillé avec cinq musiciens de rock (batterie, guitare basse, clavier, deux guitares). Ils ont enregistré ces nouveaux arrangements aux El Dorado Studios de Los Angeles.
Liste des titres

## Sortie et accueil

### Box-office
| Pays ou région    | Box-office    | Date d'arrêt du box-office | Nombre de semaines |
| ----------------- | ------------- | -------------------------- | ------------------ |
| États-Unis Canada | 29 077 547 $  | 5 janvier 2015             | 6                  |
| France            | 4 934 entrées |                            |                    |
| Mondial           | 31 670 620 $  |                            |                    |